# Honveda brunnea
Honveda brunnea är en fjärilsart som beskrevs av Swinhoe 1907. Honveda brunnea ingår i släktet Honveda och familjen tandspinnare. Inga underarter finns listade i Catalogue of Life.